# Spilosoma leopardina
Spilosoma leopardina är en fjärilsart som beskrevs av Vincenz Kollar 1844. Spilosoma leopardina ingår i släktet Spilosoma och familjen björnspinnare. Inga underarter finns listade i Catalogue of Life.